# Иан, Дженис
Дже́нис И́ан (англ. Janis Ian), настоящее имя Дженис Эдди Финк (англ. Janis Eddy Fink; род. 7 апреля 1951, Бронкс, Нью-Йорк или Farmingdale, Нью-Джерси) — американская вокалистка, гитаристка, автор текстов, композитор, продюсер.

## Биография
Родилась в Нью-Йорке в 1951 году. Впервые обратила на себя внимание в юном возрасте, когда текст одной из ее ранних песен «Hair Of Spun Gold» был опубликован в 1964 году в журнале «Broadside». С 1966 года Дженис начала выступать в нью-йоркских клубах «Village Gate» и «Gaslight», исполняя простые рок-баллады на основе фолк-музыки.
Своим исполнением привлекла внимание звукозаписывающих компаний. Первым результатом стал контракт на издание сингла «Society’s Child (Baby I’ve Been Thinking)». После презентации этого произведения в телевизионной программе Леонарда Бернстайна Дженис получила известность в США. Эта ее музыкальная исповедь о несчастной любви между белой девушкой и чернокожим парнем оказалась очень зрелой и стала вдохновением для создания целой серии подобных острых произведений. Наибольшего успеха достиг ее альбом «For All The Seasons Of Your Mind».
После переезда в Калифорнию Дженис начала писать произведения для других исполнителей, возвращение к сольной карьере состоялось в 1971 году с выходом альбома «Present Company». Ее позиции на музыкальном рынке укрепил ее LP «Stars», который подчеркивал личный стиль певицы. Заглавные песни с этого альбома позже появятся во многих других версиях, а песня «Jesse» в исполнении Роберты Флэк, попадет в американский чарт «Топ-10».
На альбоме 1975 года «Between The Lines» прозвучит песня «At Seventeen» — единственная из всех треков артистки, поднявшийся на вершину американского чарта.
В 1980-х годах карьера певицы пошла на спад.
Однако в 1991 году она снова начала выступать, появившись после десятилетнего перерыва на концертах в Великобритании. Заключив в 1993 году соглашение с фирмой «Morgan Creek», Дженис записала первый после большого перерыва альбом «Breaking Silence». В 1995 году свое возвращение к музыкальной деятельности певица подтвердила очередным альбомом «Revenge».

## Дискография
- 1967: Janis Ian
- 1967: For All The Seasons Of Your Mind
- 1968: The Secret Life Of J.Eddy Fink
- 1969: Who Really Caves
- 1971: Present Company
- 1974: Stars
- 1975: Between The Lines
- 1976: Aftertones
- 1977: Miracle Row
- 1978: Janis Ian
- 1979: Night Rains
- 1980: The Best Of Janis Ian
- 1980: My Favourites
- 1981: Restless Eyes
- 1992: Up Til Now
- 1992: At Seventeen
- 1993: Breaking Silence
- 1995: Revenge
- 1995: Live On The Test 1976
- 1997: Hunger
- 1998: Unreleased 1: Mary’s Eyes
- 1999: The Bottom Line Encore collection (Live 1980)
- 2000: Unreleased 2: Take No Prisoners
- 2000: god & the fbi
- 2001: Unreleased 3: Society’s Child
- 2002: Lost Cuts 1
- 2003: Janis Ian Live: Working Without a Net
- 2004: Souvenirs: Best of Janis Ian 1972—1981 (сборник)
- 2004: Billie’s Bones
- 2006: Folk is the New Black
- 2007: Ultimate Best (сборник, Япония)